# Аршутинская
Аршутинская — деревня в Шенкурском районе Архангельской области. Входит в состав муниципального образования «Федорогорское».

## География
Деревня расположена в южной части Архангельской области, в таёжной зоне, в пределах северной части Русской равнины, в 9 километрах на восток от города Шенкурска, на правом берегу ручья Игишка, притока Ваги. Ближайшие населённые пункты: на западе деревни Власьевская и Левачово-Ельцово, на юго-западе деревня Никифоровская.
Часовой пояс
Аршутинская, как и вся Архангельская область, находится в часовой зоне МСК (московское время). Смещение применяемого времени относительно UTC составляет +3:00.

## Население
| 2002 | 2010 | 2012 |
| ---- | ---- | ---- |
| 16   | ↘15  | ↘9   |

## История
В «Списке населенных мест Архангельской губернии к 1905 году» деревня Аршутинское насчитывает 12 дворов, 50 мужчин и 59 женщин. В административном отношении деревня входила в состав Афанасьевского сельского общества Великониколаевской волости.
1 января 1914 года деревня Аршутинская в составе новой Афонасовской волости выделившейся из Великониколаевской. На 1 мая 1922 года в поселении 16 дворов, 39 мужчин и 48 женщин.